# Soupe de nouilles
Pour les articles homonymes, voir Soupe et Nouille.
Une soupe de nouilles est une variété de soupe traditionnelle de la cuisine asiatique, composée de bouillon de nouilles agrémentées de multiples variantes d'ingrédients. Les nouilles peuvent avoir été faites avec du riz, du blé, aux œufs ou être des nouilles instantanées.

## Histoire
Les nombreuses variantes de soupes de nouilles tirent leurs origines de la cuisine chinoise et beaucoup ont été adaptées aux cuisines de nombreux pays asiatiques.

Quelques exemples
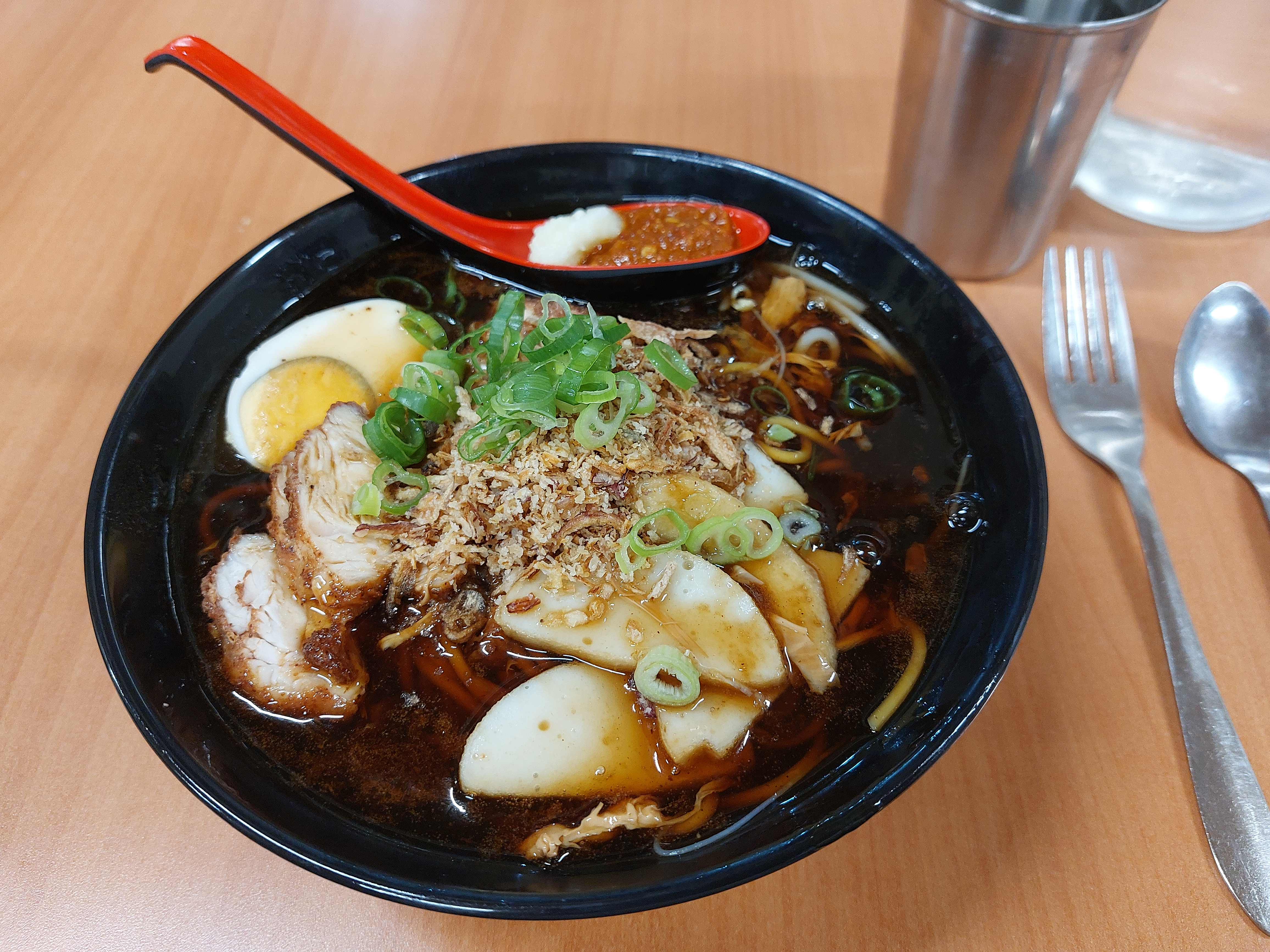
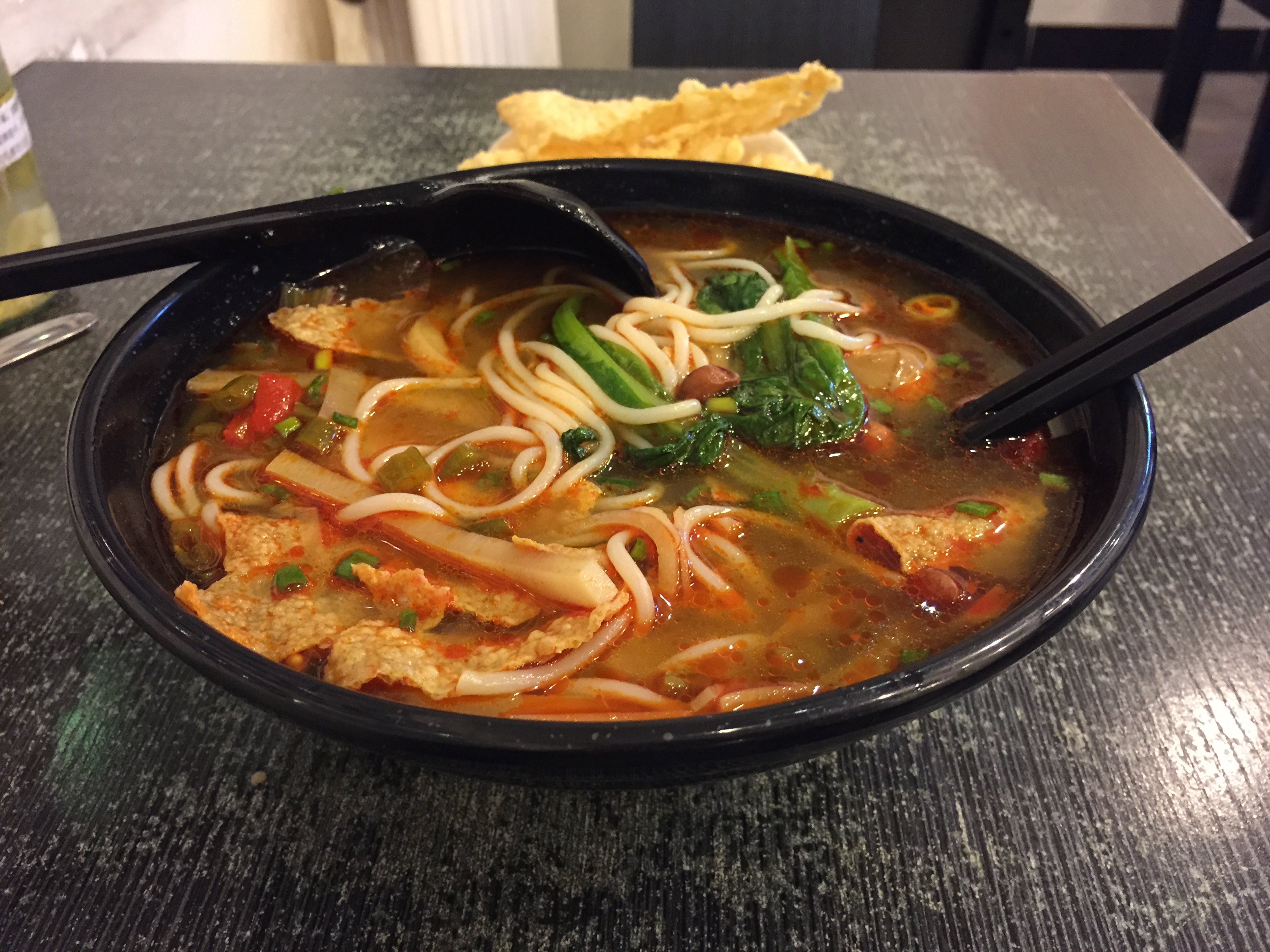
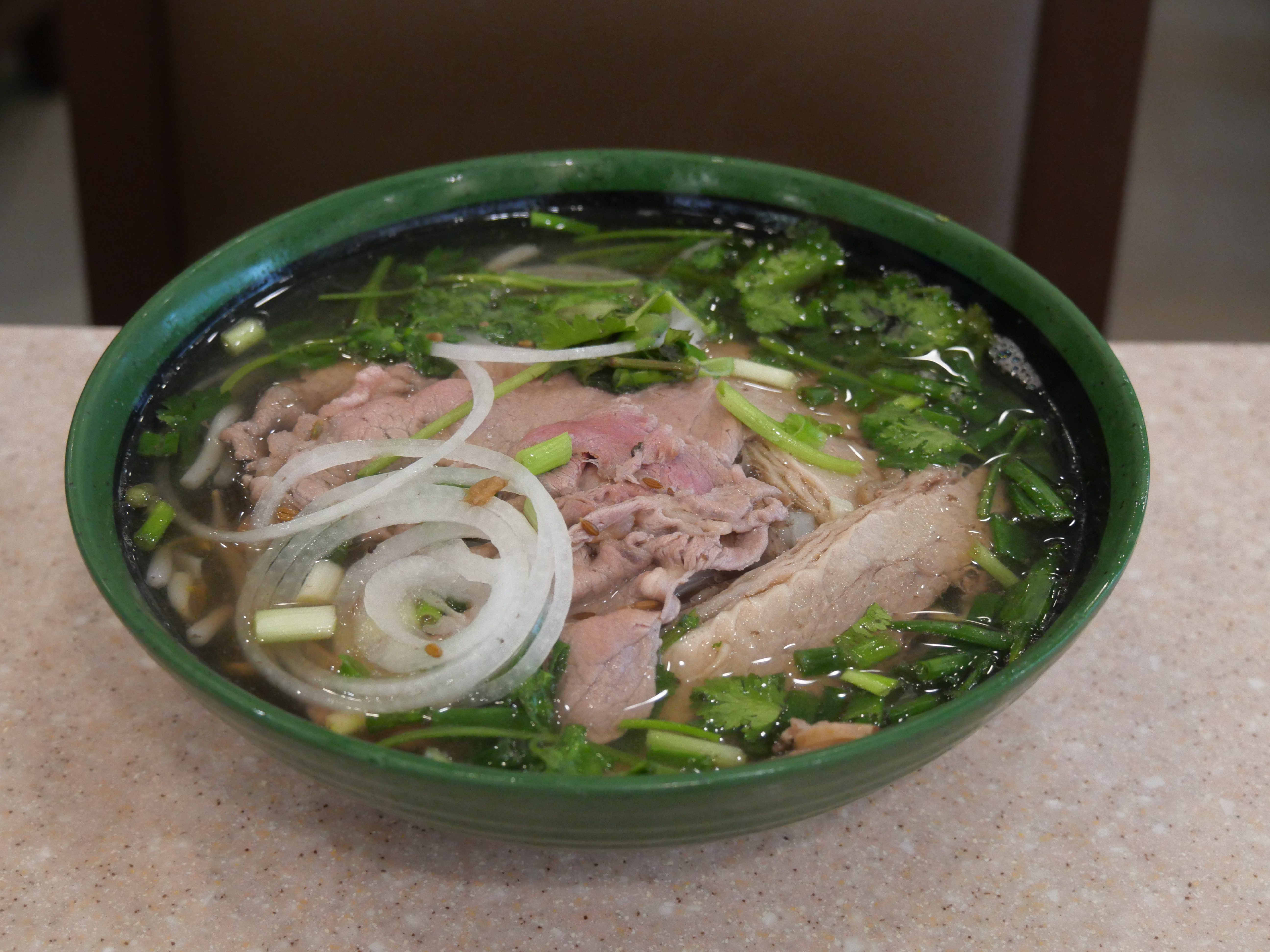

## Variétés

### Extrême-Orient

#### Chine
- Ban mian (板面) : style hakka, nouilles plates aux œufs.
- Chongqing noodles (en)
- Cold noodle (冷面/冷麵) : style Shanghai, nouilles plates mélangées avec une sauce aux cacahuètes, sauce soja et vinaigre, servies froides.

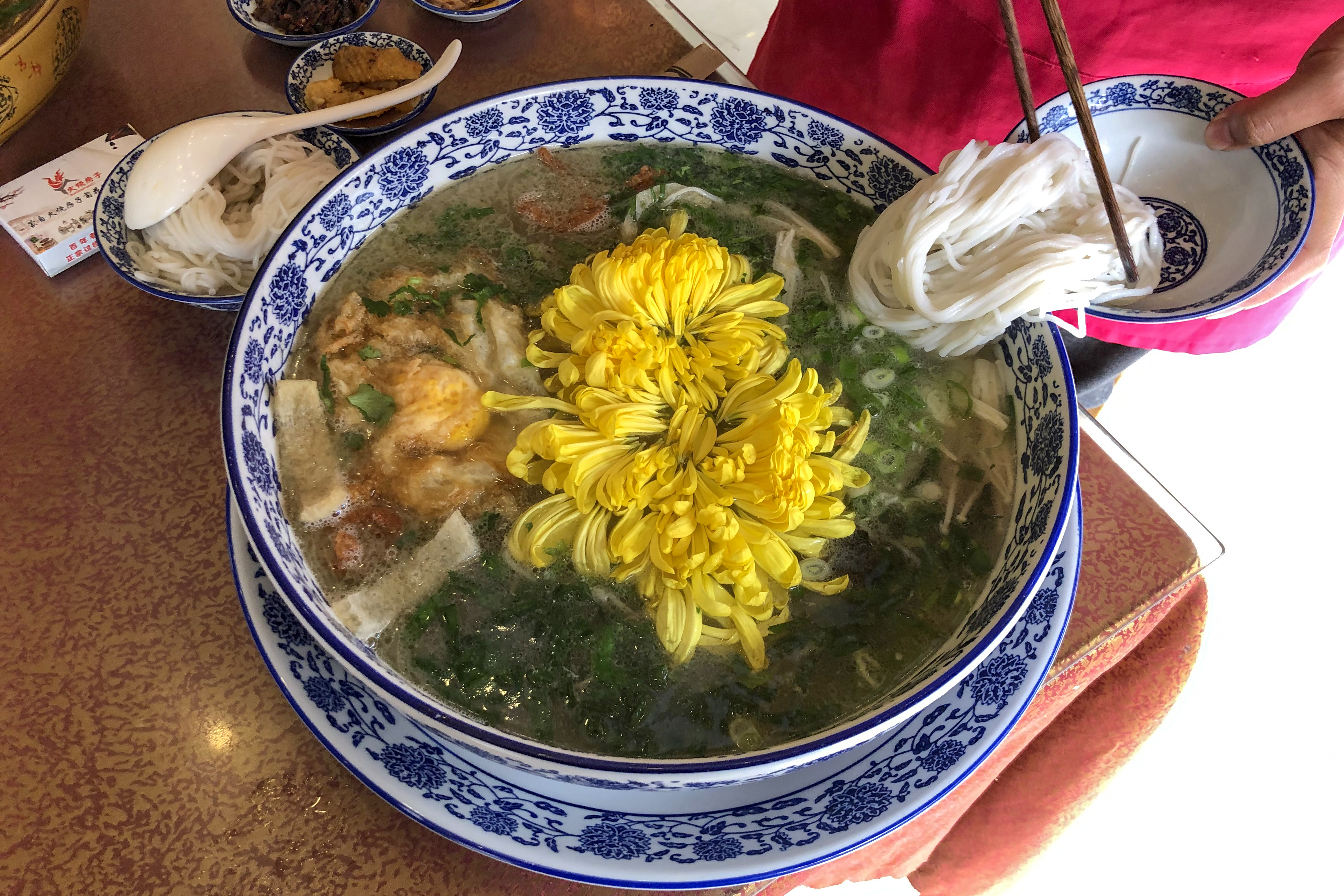
Nouilles qui traversent le pont.

- Nouilles qui traversent le pont : les ingrédients sont déposés séparément sur la table puis ajoutés dans un bol de bouillon chaud pour être cuits et servis. Le plat est composé de nouilles de riz crues, de viande, d'œufs crus, de légumes et de fleurs comestibles. Le bouillon reste chaud grâce à la couche d'huile sur sa surface. Cuisine typique de Kunming, province du Yunnan (昆明, 云南省).
- Lanzhou, nouilles au bœuf (兰州拉面, lanzhou lāmiàn) : appelé aussi lanzhou lāmiàn ou soupe aux nouilles lanzhou. Composé de soupe de bœuf mijotée, bouillon de bœuf, légumes et nouilles chinoises.
- Nouilles wonton (雲吞麵) : plat cantonais[2]
- Dandan mian

#### Hong Kong
- Nouilles de charrette (車仔麵) : soupe aux nouilles vendue avec un assortiment de styles[pas clair] et garnitures par des vendeurs avec charrette.

#### Corée

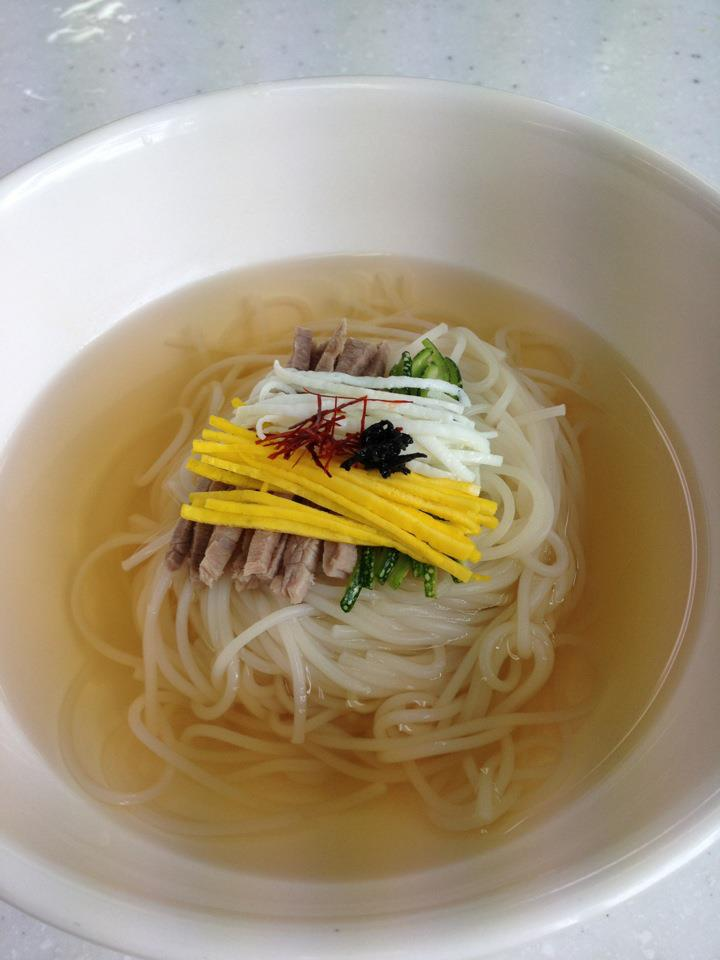
Janchi-guksu.

- Janchi-guksu (en)(잔치국수) : nouilles dans un bouillon léger d'algues, servies avec condiments frais (d'habitude kimchi, œufs finement tranchés, ciboules et concombres).
- Jjamppong (en)(짬뽕) : soupe aux nouilles piquante, d'origine sino-coréenne.
- Kal-guksu (en)(칼국수) : nouilles tranchées à la main, servies dans un bouillon aux fruits de mer.
- Mak-guksu (en)(막국수) : nouilles de sarrasin dans un bouillon froid.
- Memil guksu
- Naengmyeon (냉면) : nouilles coréennes élastiques dans un bouillon de bœuf frais, contenant oignons, concombres en julienne, œufs cuits et tranchés et poires tranchées. Ce plat est populaire pendant les étés humides en Corée.
- Ramyeon (라면) : nouilles de Corée du Sud, souvent servies aux étals, préparées avec des nouilles instantanées et des garnitures. Sa préparation rapide et simple, ainsi que son prix abordable, l'ont rendu très populaire. Le ramyeon est typiquement piquant intégrant des piments et du kimchi, parmi d'autres ingrédients.

#### Japon

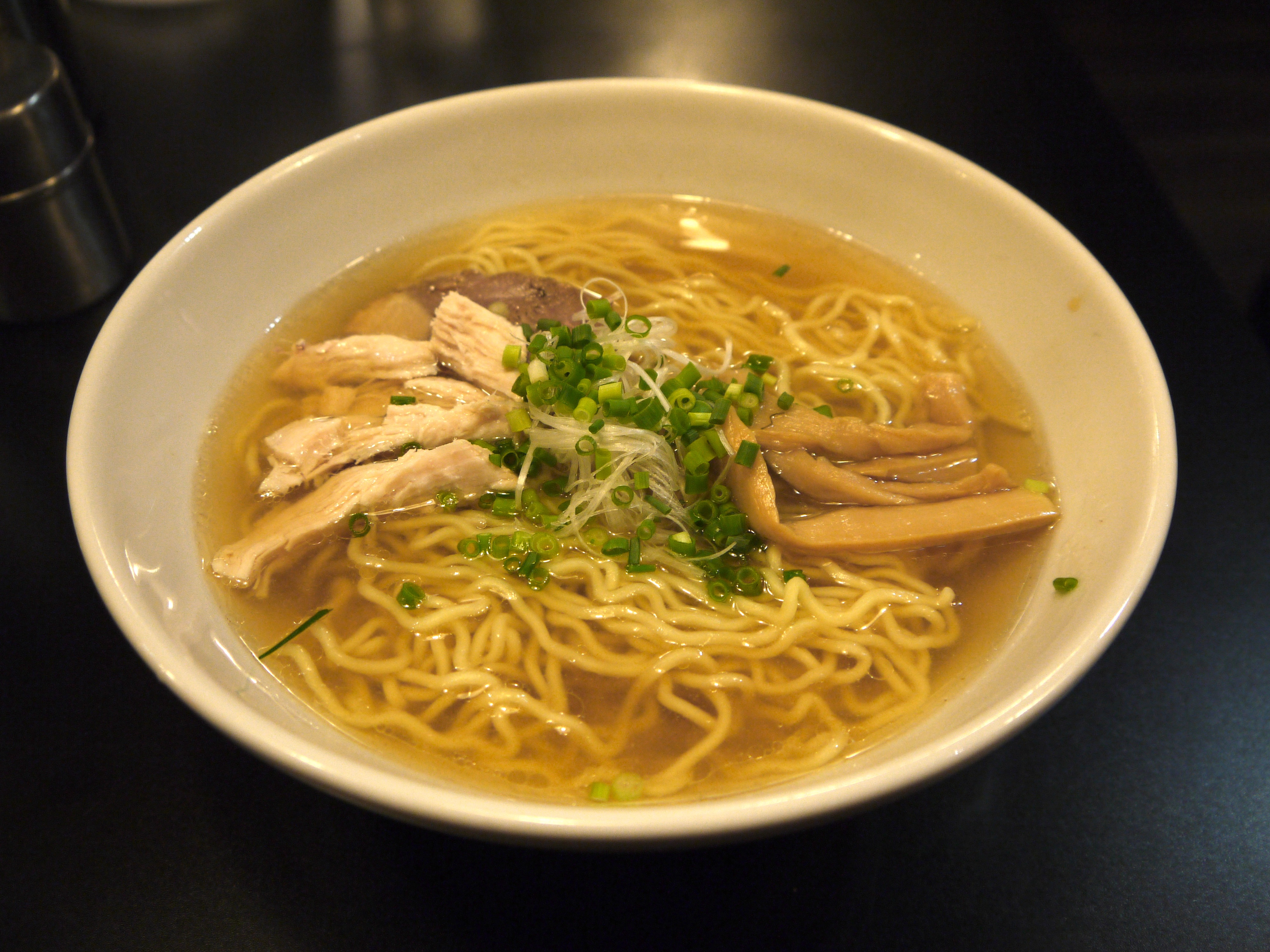
Rāmen de la cuisine japonaise.

Les nouilles en soupe japonaises sont par tradition servies dans un bouillon chaud au soja et dashi, garnies de ciboule émincée. Les garnitures populaires comprennent le tempura, kakiage (légumes frits) ou aburaage (tofu frit). D'autres nouilles japonaises incluent :
- Soba chaudes (そば) : nouilles fines de sarrasin, appelées aussi nihon-soba (« nouilles de sarrasin japonaises »). À Okinawa, cependant, soba concerne Okinawa soba (voir ci-dessous) et non les soba de sarrasin.
- Udon (うどん) : nouilles épaisses au blé, servies avec diverses garnitures, typiquement dans un bouillon chaud au soja et au dashi, et parfois dans une soupe au curry japonais.
- Okinawa soba (沖縄そば) : nouilles épaisses au blé, servies à Okinawa, souvent dans un bouillon chaud avec sōki (porc cuit à la vapeur), kamaboko (« gâteau de poisson » tranché), beni shōga (gingembre au vinaigre) et kōrēgusu (awamorri infusé aux piments). Semblable au croisement d'udon et de ramen.
- Hōtō : plat régional populaire qui provient de Yamanashi, cuit en faisant mijoter des nouilles udon plates et des légumes dans une soupe au miso.

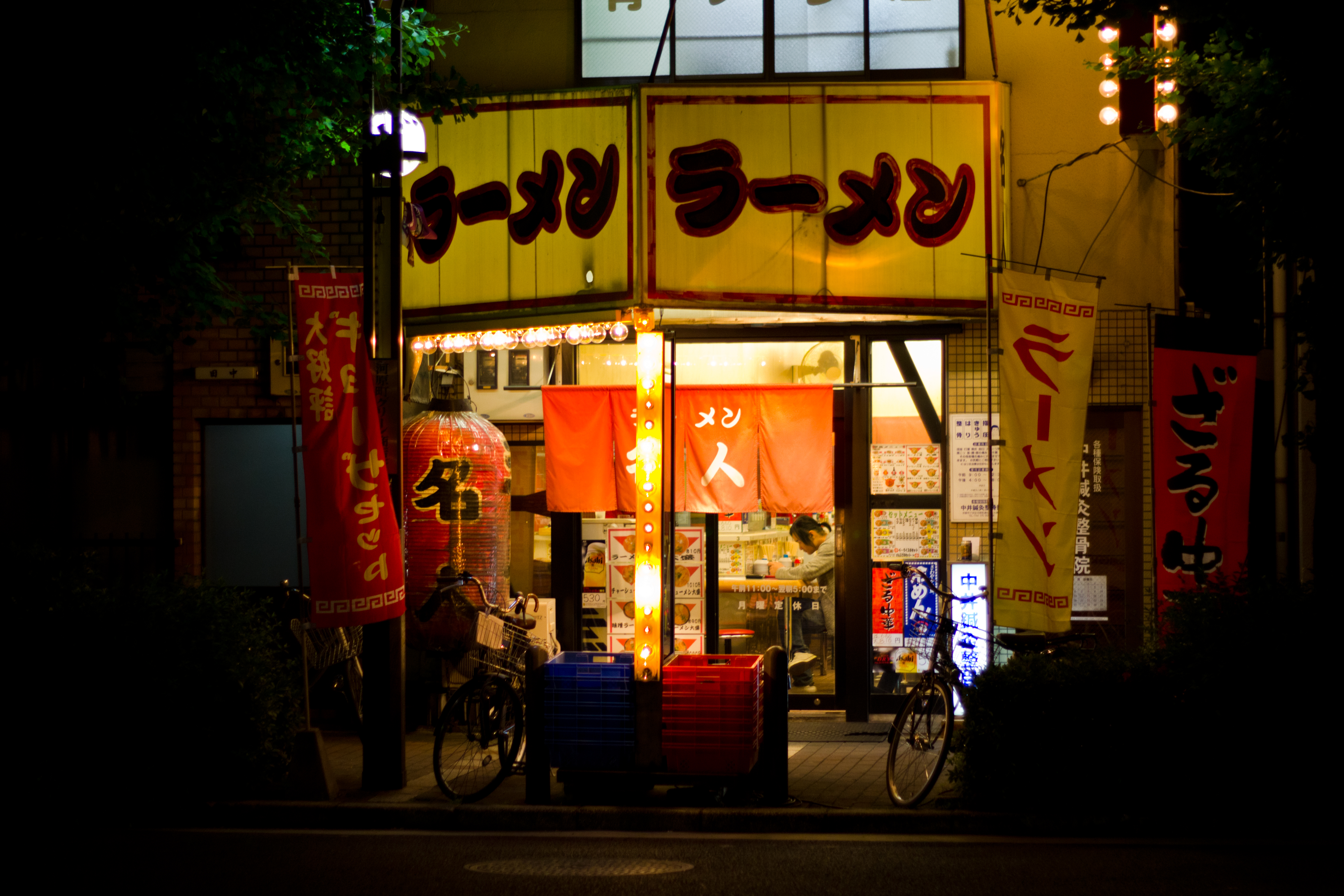
Un restaurant japonais vendant des rāmen.

Depuis le XXe siècle, les nouilles de blé d'origine chinoise, servies dans un bouillon à la viande, sont devenues très populaires au Japon. Ceci comprend :
- Rāmen (ラーメン) : nouilles jaunes minces, servies dans un bouillon chaud au poulet ou au porc, aromatisées par de la sauce soja ou du miso, avec diverses garnitures telles que des tranches de porc, menma (pousses de bambou au vinaigre), algues ou œufs cuits. Aussi connu sous le nom de shina-soba ou chuka-soba (signifiant « soba chinoises »).
- Champon : nouilles jaunes d'épaisseur moyenne, servies avec une grande variété de garnitures de fruits de mer et de légumes dans un bouillon chaud au poulet, originaire de Nagasaki. C'est une nourriture peu chère pour les étudiants.

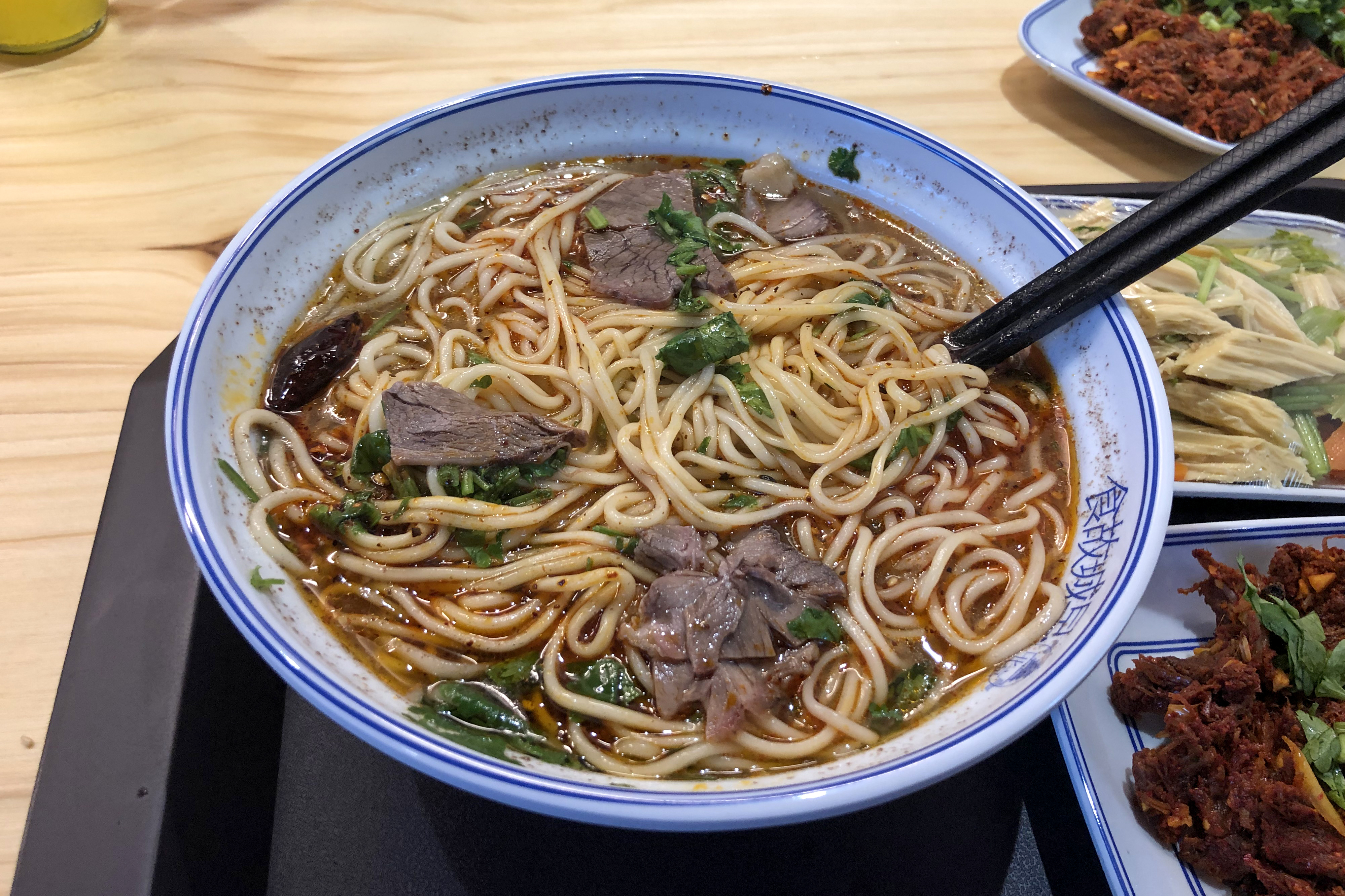
Soupe de nouilles au bœuf.

### Taïwan
- Soupe de nouilles au bœuf (牛肉麵) : nouilles dans une soupe au bœuf, qui contient parfois un morceau de bœuf mijoté, des granules de bouillon au bœuf et du persil sec[3]. Populaire à Taïwan[4].
- Vermicelles aux huîtres (蚵仔麵線) : vermicelles avec des huîtres.

### Asie du Sud-Est

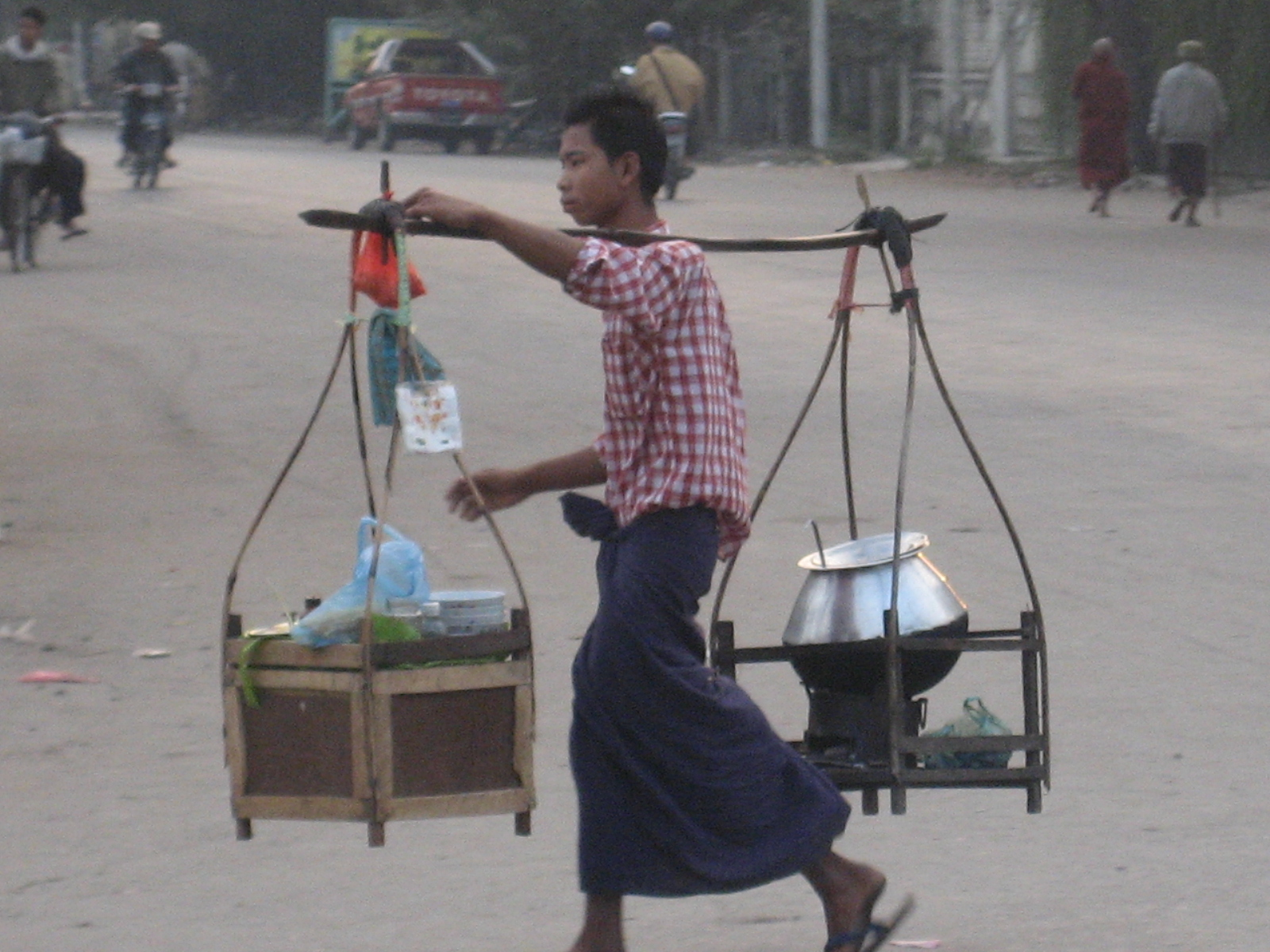
Vendeur ambulant de mohinga, Mandalay (Birmanie).

#### Birmanie
- Kyay oh : soupe de nouilles populaire faite avec porc et œuf. Des versions au poisson et au poulet existent aussi, ainsi qu'une version sans bouillon.
- Kya zan hinga : nouilles de patate douce (appelées « nouilles cellophane » en anglais) dans un bouillon au poulet avec champignons, feuilles de tofu[pas clair], tiges de lis, crevettes, ail, piment et parfois des boulettes de poisson. Pour ajouter de la texture et du goût, ce plat peut être garni de coriandre, échalotes tranchées, sauce aux anchois, poudre de piment et jus de citron vert frais.
- Mohinga : considéré comme le plat national de la Birmanie. Essentiellement composé de nouilles de riz dans une soupe piquante au poisson. Les ingrédients typiques incluent de la sauce de poisson ou de crevettes, du poisson salé, de la citronnelle, des tiges de banane, du gingembre, de l'ail, du poivre, de l'oignon, de la poudre de curcuma, de la farine de riz, de la farine de pois chiches, du piment et de l'huile.
- Ohn no khao swè : nouilles de blé dans un bouillon au poulet et à la noix de coco. Plat garni d'échalotes finement tranchées, de croustillant au riz, de sauce aux anchois, de poudre de piment torréfiée et de jus de citron ou citron vert.

#### Cambodge
- Kuy teav (en) : soupe aux nouilles à base de bouillon au porc, servie avec porc haché, crevettes, boulettes de viande et foie de porc, garnie d'ail frit, ciboules, coriandre, citron vert et sauce hoisin.
- Nom banh chok samlar khmer (khmer : នំបញ្ចុកសម្លរខ្មែរ ; dit num banh chok avec soupe khmer) souvent abrégé nom banh chok : soupe aux nouilles de riz avec un bouillon à base de poisson haché, citronnelle et épices cambodgiennes. À Siem Reap, le bouillon est préparé avec du lait de coco et accompagné d'une sauce sucrée et piquante (teuk omphrik), ce qui n'est pas le cas à Phnom Penh.

#### Indonésie
- Bakmi
- Laksa
- Lakso (en)
- Lor mee (en)
- Mie aceh

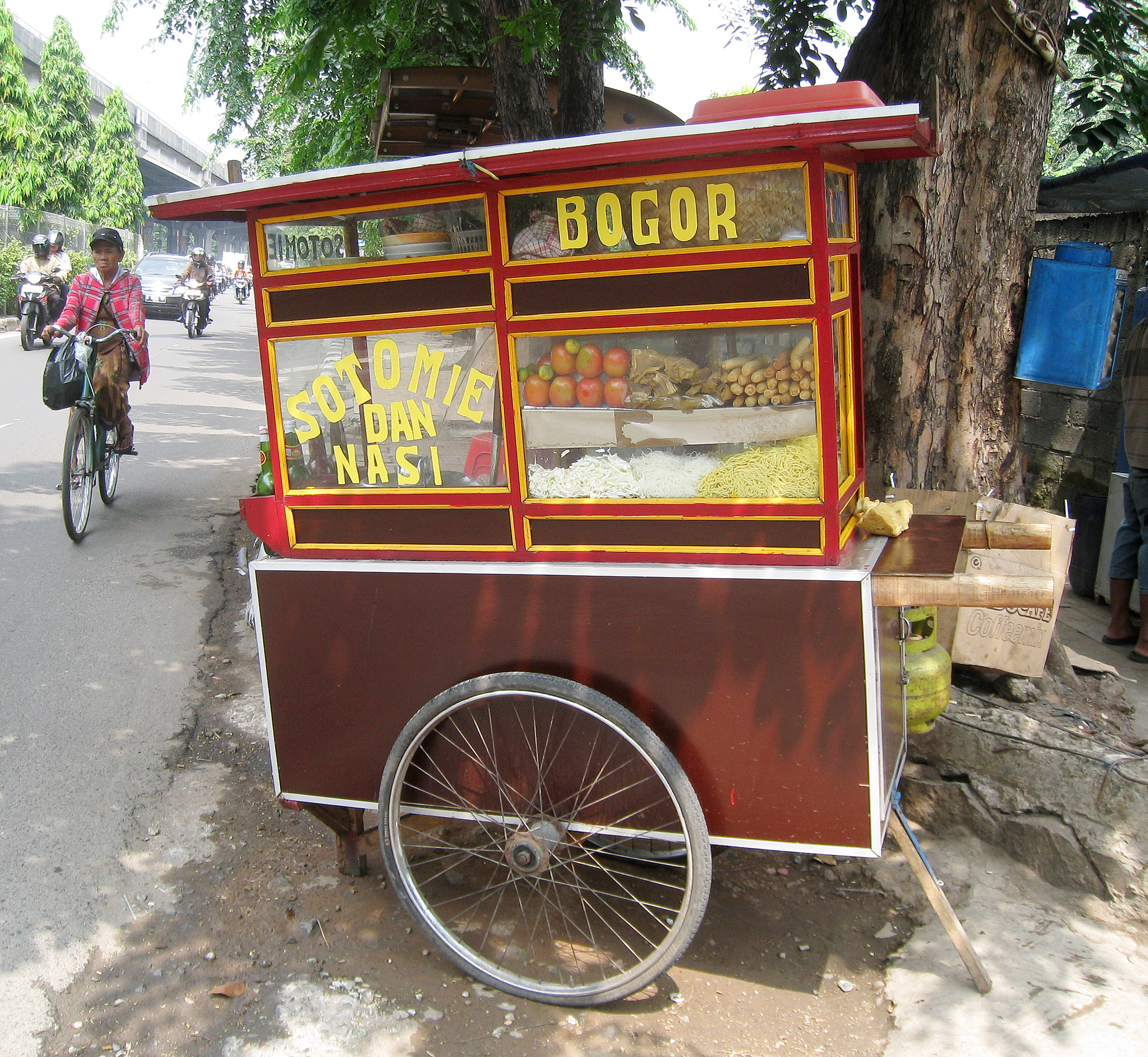
Vendeur de soto mie, Jakarta (Indonésie).

- Mie ayam : soupe de nouilles au poulet[5] se composant d'un bol de bouillon au poulet, choy sum bouilli, feuilles de céleri, poulet cuit en sauce soja sucrée et échalotes frites. Quelques variantes incluent des champignons et des pangsit (wontons) frits ou bouillis. Le plat est d'habitude servi avec de la sauce piment et des légumes au vinaigre.
- Mie bakso (en) : boulettes de viande bakso servies avec nouilles jaunes et nouilles vermicelles de riz dans un bouillon au bœuf.
- Mie cakalang (en)
- Mie celor : nouilles dans une soupe au lait de coco et bouillon aux crevettes ; spécialité de Palembang[6].
- Mie gomak (en)
- Mie kangkung
- Mie koclok (en) : soupe de nouilles au poulet provenant de Cirebon. Mets servi avec du chou, des pousses de soja, un œuf cuit, de l'oignon frit et de la ciboule.
- Mie kocok (mot pour mot « nouilles secouées ») : soupe de nouilles au bœuf provenant de Bandung, composée de nouilles servies dans un consommé au bœuf riche avec kikil (tendon de bœuf), pousses de soja, bakso et jus de citron kaffir, garnie de céleri tranché, ciboule et échalotes frites. Quelques recettes ajoutent aussi des tripes.
- Mie kopyok (id) : nouilles dans une soupe à l'ail avec tranches de tofu frit, lontong, pousses de soja et kerupuk gendar, parsemées de céleri tranché et échalotes frites.  Soupe servie garnie de kecap manis.
- Soto ayam : soupe au poulet piquante avec nouilles de vermicelles de riz. Servie avec œufs cuits, tranches de pomme de terre frites, feuilles de céleri et échalotes frites. Parfois, des tranches de lontong (riz compressé) ou poya (poudre d'ail frit et craquelins de crevette pulvérisés ou sambal) sont aussi ajoutés.
- Soto mie : soupe de nouilles piquante composée de bœuf, poulet ou abats. Des nouilles de vermicelles de blé ou de riz sont ajoutées ainsi que des tranches de tomate, de pomme de terre bouillie, un œuf cuit, du chou, des cacahuètes, des pousses de soja et morceaux de bœuf, poulet ou abats.
- Mi rebus (littéralement « nouilles bouillies ») : soupe piquante de nouilles jaunes aux œufs.

#### Viêt Nam

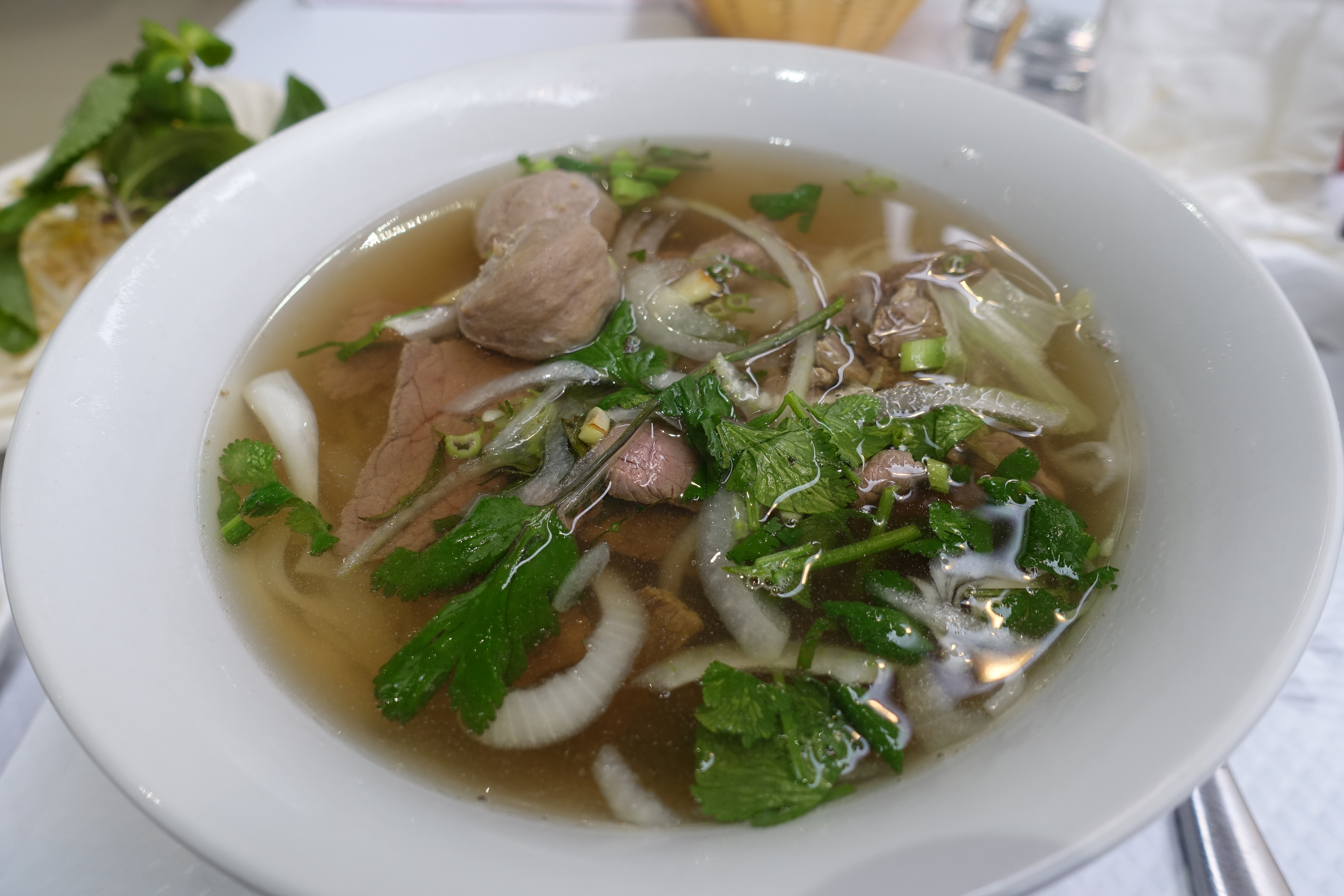
Phở de la cuisine vietnamienne.

- Bánh canh (en) : soupe faite de nouilles bánh canh (nouilles épaisses à base de tapioca ou d'un mélange de tapioca et de riz).
- Bún bò Huế : spécialité piquante de Huế[7], comprenant des vermicelles de riz dans un bouillon de bœuf avec sauce de crevettes, citronnelle et autres ingrédients
- Bún riêu : soupe aux vermicelles de riz avec chair de crabe d'eau douce, tofu et tomates[7]. Le sang de porc coagulé est parfois utilisé[7].
- Cao lầu (en) : plat de nouilles, plat signature de la ville de Hội An[7] comprenant des nouilles de blé jaunes dans une petite quantité de bouillon avec diverses viandes et fines herbes.
- Mì Quảng : plat de nouilles, signature de la province de Quảng Nam, comprenant de larges nouilles de riz jaunes dans une petite quantité de bouillon avec diverses viandes et fines herbes[7].
- Phở : nouilles de riz blanches dans un bouillon de bœuf avec de fines tranches de bœuf, garnies d'ingrédients comme la ciboule, l'oignon, des feuilles de coriandre, ngo gai (« herbe de feuilles à dent ») et menthe[7]. Le basilic, le citron ou le citron vert, les pousses de soja et les piments sont typiquement servis à part sur une assiette, ce qui permet aux clients d'ajuster le goût selon leurs préférences. La sauce hoisin et la sauce aux anchois sont parfois ajoutées. Le bánh đa au nord du pays ressemble au phở.
- Bánh đa cua : soupe faite de bánh đa đỏ (nouilles rouges) et d'œufs de crabe. C'est un plat spécial de Haïphong.
- Hủ tiếu : soupe faite avec bánh hủ tiếu et nouilles aux œufs. Ce plat a été amené au Viêt Nam par les immigrés teochew (peuple Hoa).
- Mì ou súp mì : soupe de nouilles aux œufs amenée au Viêt Nam par les immigrés chinois. Mì hoành thánh est la version vietnamienne des wontons.

#### Philippines
Les soupes de nouilles philippines peuvent être trouvées aux étals ainsi que chez les particuliers. Elles montrent un mélange distinct de cultures orientale et occidentale, adaptées aux goûts philippins. Ces soupes sont typiquement servies avec des condiments comme la sauce aux anchois, la sauce soja, le jus de calamondin et du piment, ou du poivre, pour ajuster le goût. On mange ces soupes avec fourchette et cuillère, alternant petites gorgées de soupe et manipulation des nouilles. L'utilisation des baguettes est moins répandue.
- Batchoy (en) : soupe de nouilles originaire de Iloílo, garnie de tripes de porc, de couenne pulvérisée, de légumes en dés et d'un œuf cru.
- Batchoy tagalog : plat portant un nom similaire à son cousin de Iloílo. Cette soupe se compose de bouillon d'abats de porc (par ex. foie et pancréas) ainsi que de tampalen (matière grasse autour de l'estomac porcin). Elle est relevée d'ail, d'oignons, de gingembre, de piment œil d'oiseau, de feuilles de piment et de sang de porc. Le patola est souvent utilisé comme légume. Ce plat incorpore aussi les nouilles misua et on le mange accompagné de riz et non seul.
- Lomi (en) : soupe de nouilles qui contient des nouilles mises à tremper dans une solution de soude ainsi qu'un bouillon épais[8]. Le trempage donne un arrière-goût unique au bouillon. Ce plat contient de la viande et des légumes et le bouillon est rendu plus épais avec l'addition d'œuf cru hors du feu.
- Mami soup (en) : soupe de nouilles similaire à la variété chinoise, garnie de bœuf, de porc, de poulet ou de wontons, puis de ciboule. Généralement, les nouilles minces aux œufs sont utilisées mais quelques versions existent qui utilisent des nouilles plates au riz (ho fan). Le plat a été introduit aux Philippines par Ma Mon Luk, qui avait inventé le terme mami en 1950.
- Pancit molo (en) : soupe de nouilles qui utilise de la pâte à wonton comme nouilles. Elle est typiquement composée de bouillon de viande, de légumes et parfois de wontons entiers.
- Almondigas : dérivé du mot espagnol albondigas signifiant « boulettes de viande ». Cette soupe est à base de boulettes servies dans un bouillon transparent avec légumes et nouilles misua.
- Kinalas : soupe de nouilles originaire de la région de Bicol. Le mets contient des nouilles (nouilles plates au riz, nouilles aux œufs ou nouilles trempées dans la soude) dans un bouillon au bœuf avec lanières de bœuf, garnie d'une sauce épaisse, de ciboule, d'ail et d'un œuf cuit.

#### Laos
- Khao poon : aussi connu sous le nom de lao laksai, type populaire de soupe laotienne piquante aux nouilles de vermicelles de riz. C'est une soupe longtemps mijotée, cuite le plus souvent avec du poulet, du poisson ou du porc martelé[pas clair] et assaisonné  d'ingrédients laotiens comme la sauce aux anchois, les feuilles de citron vert, le galangal, le gingembre, l'ail, les échalotes, les piments laotiens et la pérille.
- Nam tok
- Feu : nouilles fines et blanches dans un bouillon à la viande, servie avec une garniture de légumes verts et d'assaisonnements comme le jus de citron vert, le vinaigre, le sel et le sucre.
- Khao piak sen (littéraleement « brins de riz mouillés ») : le bouillon est d'habitude composé de poulet mijoté au galangal, citronnelle, feuilles de citron kaffir et ail cuit dans l'huile. Les nouilles fraîches sont faites de farine de riz, de fécule de tapioca et d'eau. Elles sont cuites directement dans le bouillon, ce qui dégage de la fécule dans la soupe et épaissit le bouillon de manière caractéristique.
- Lao khao soi : soupe cuite avec des nouilles de riz plates et larges, du porc haché grossièrement, des tomates, du soja fermenté, des piments, des échalotes et de l'ail, puis garnie de peau de porc, de pousses de soja, de ciboule et de coriandre. Bien que les Laotiens du Nord préparent ce plat d'une manière spécifique, différentes versions peuvent se trouver dans les restaurants laotiens.

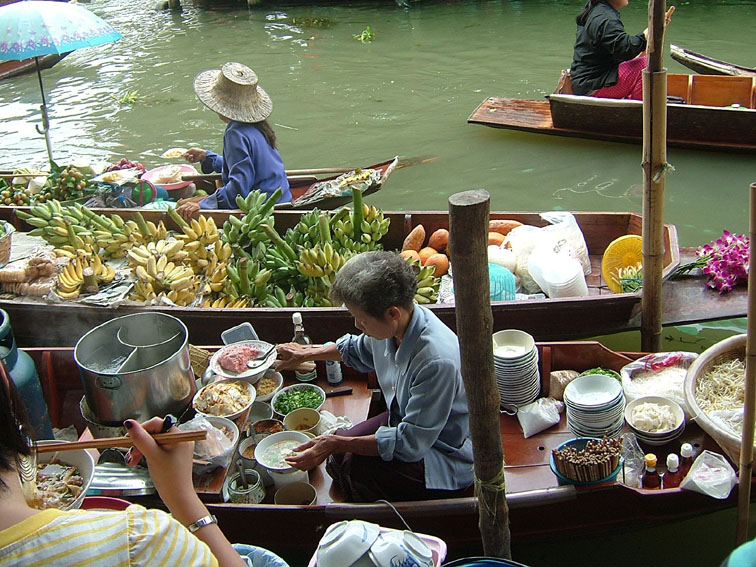
Vendeur de soupe de nouilles de marché flottant thaïlandais.

#### Thaïlande
- Khao soi (en)
- Nam ngiao (en)

### Asie Centrale

#### Tibet
- Thukpa : nouilles plates dans une soupe au bœuf, avec morceaux de bœuf mijotés et épinards et garnies de ciboule. Populaire au Tibet ainsi qu'au Népal et dans quelques régions d'Inde où vivent de grandes populations népalaises et tibétaines.
- Bhakthuk : nouilles plates et courtes dans une soupe au bœuf, avec morceaux de bœuf, lanières de bœuf séché, algues, daikon, pommes de terre et ciboule. Ce mets est populaire au Tibet ainsi qu'au Bhoutan et au Népal, qui ont tous les deux de grandes populations tibétaines. Cette soupe est plus riche et épaisse que le thukpa à cause des lanières de bœuf séché.

### Articles connexes

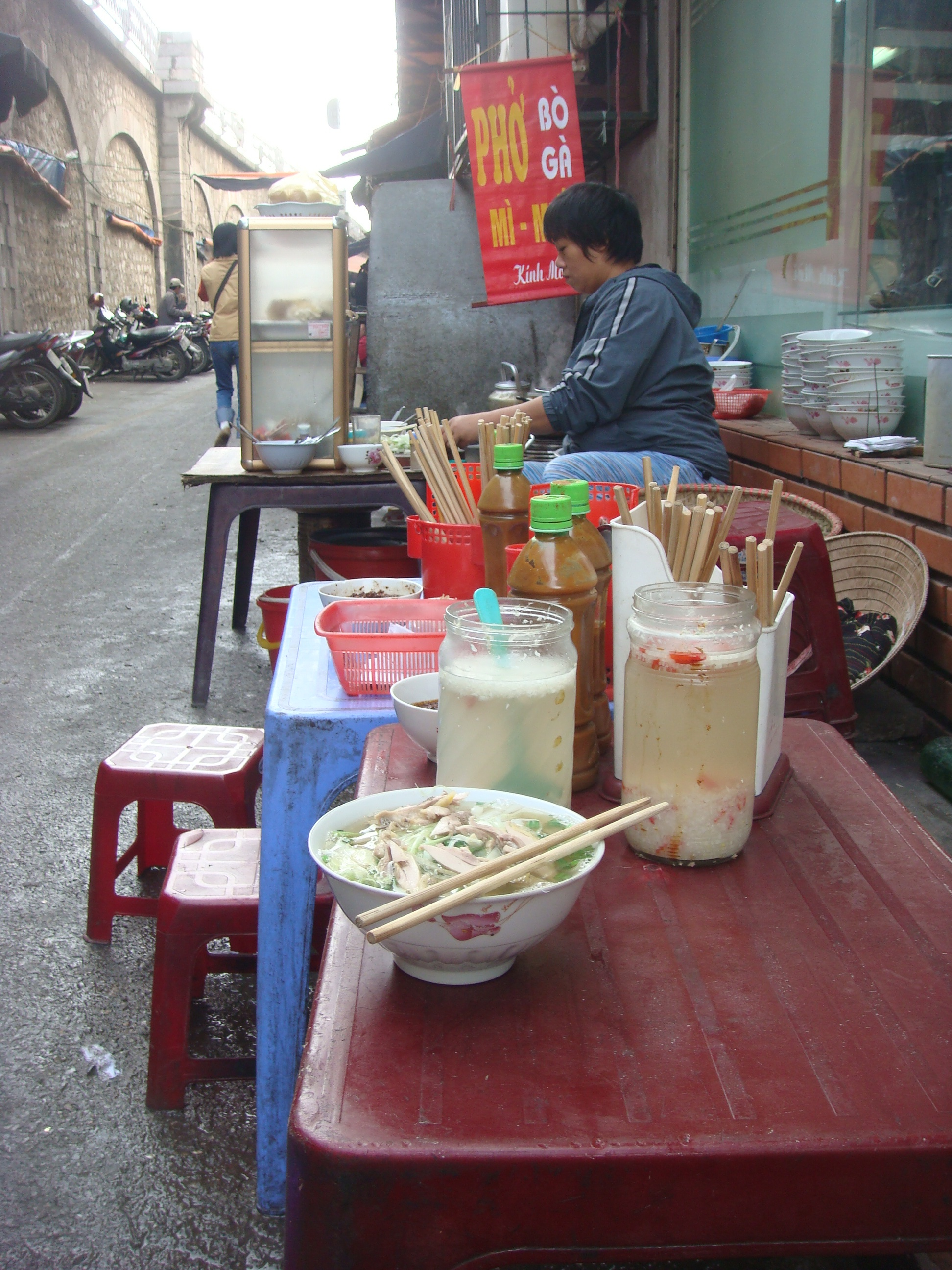
Vendeur de phở à Hanoï au Viêt Nam.

### Amériques

#### États-Unis
- Chicken soup
- Saimin (en) (Hawaï)
- Wedding soup (en)